# Dvärgskinnlav
Dvärgskinnlav (Leptogium subtile) är en lavart som först beskrevs av Heinrich Adolph Schrader, och fick sitt nu gällande namn av Torss. Dvärgskinnlav ingår i släktet Leptogium och familjen Collemataceae.  Arten är reproducerande i Sverige. Inga underarter finns listade i Catalogue of Life.